# Mala fe (derecho)
La mala fe es la convicción que tiene una persona de haber adquirido el dominio, posesión, mera tenencia o ventaja sobre una cosa o un derecho de manera ilícita, fraudulenta, clandestina o violenta. La mala fe es transmisible, de manera que no sólo estará de mala fe quien efectivamente haya ejercido la violencia, fraude o clandestinidad, sino también a quien le fue traspasado el derecho de alguien que la haya ejercido o la adquirió de esa forma.
La mala fe se opone a la buena fe, que es la convicción de adquirir un derecho por medios legítimos, exentos de fraude y de todo otro vicio.

## Mala fe y dolo
La mala fe posee elementos similares al dolo, como presunciones legales a partir del conocimiento subjetivo de una conducta ilícita, aunque tienen claras diferencias. La mala fe es un estado psicológico cuya existencia no importa el despliegue de una conducta; el dolo, en cambio, exige necesariamente un comportamiento dañoso, sea por medio de una conducta positiva (acción) o negativa (omisión). La mala fe sólo tiene por objeto el provecho propio, de modo que el agente se satisface sólo a nivel interno; el dolo busca el provecho en un ser externo, porque se satisface cuando otro sujeto es el que sufre un perjuicio. La mala fe puede adoptar múltiples formas de castigo, como la inversión de la carga de la prueba, pérdida del beneficio de inventario o de frutos, inaplicabilidad de renuncias, pago de intereses, remoción de guardas, etc., el dolo, en materia civil, sólo admite como castigo la indemnización de perjuicios.

## Efectos
Uno de los efectos más importantes de la mala fe, además de la sanción específica que en cada caso la norma se encarga de establecer, es el principio según el cual nadie puede aprovecharse de su propio dolo o mala fe, de modo que nadie que esté de mala fe puede invocar en juicio como acción o excepción esta condición para obtener un beneficio con ella.